# جان کندی (ورزشکار)
جان کندی (انگلیسی: John Kennedy; ۱۹ مهٔ ۱۹۰۰ – ۱ سپتامبر ۱۹۷۱) اهل ایالات متحده آمریکا بود.